# Labancz Lilla
Labancz Lilla (Budapest, 1986. március 27. –) magyar színésznő, modell, műsorvezető.

## Életútja
Kiskorában sportolt, öt évig úszott, bár végül a színészkedésben és a modellkedésben érezte inkább otthon magát. Gór Nagy Mária színitanodájába járt. A Színművészeti Egyetemre állítólag „gyerekes arca” miatt nem vették fel. 
Karrierje kezdetén vendégszerepeket vállalt. Első szerepeit a Kisváros és a Négyes pálya című sorozatokban kapta. Később szerepelt még a Presszó, a Zsaruvér és Csigavér III.: A szerencse fia, valamint a  Barátok közt című sorozatokban is.
2009-ben jött el számára a nagy áttörés, ugyanis megkapta a főszerepet az Álom.net című magyar vígjátékban. Ugyanekkor szerepelt még a Tűzvonalban és a Diplomatavadász című sorozatokban is. 2010-ben az USA-ba költözött. Kint elvégezte a New York-i filmakadémiát, ahol színész szakra járt. Ezután mellékszerepet kapott a 2013-ban DVD-n megjelent Counterpunch című amerikai filmben.

## Filmográfia

### Film
| Év   | Cím              | Szerep           |
| ---- | ---------------- | ---------------- |
| 2002 | Sobri            | Ilonka           |
| 2004 | Rap, Revü, Rómeó | versmondó lány   |
| 2008 | Majdnem szűz     | Olga             |
| 2009 | Álom.net         | Feld Regina      |
| 2013 | Counterpunch     | Kovács Krisztina |

### Televízió
| Év        | Cím                                        | Szerep            | Megjegyzések           |
| --------- | ------------------------------------------ | ----------------- | ---------------------- |
| 2001      | Kisváros                                   | Gizike            | 1 epizód               |
| 2001      | A négyes pálya                             | ismeretlen szerep | minisorozat (1 epizód) |
| 2002      | Capitaly                                   | Anita             | 1 epizód               |
| 2002      | Ötvenéves találkozó                        | ismeretlen szerep | tévéfilm               |
| 2007–2010 | Tűzvonalban                                | Vanda             | 18 epizód              |
| 2008      | Zsaruvér és Csigavér III.: A szerencse fia | Ilonka            | tévéfilm               |
| 2008      | Barátok közt                               | Léna              | 2 epizód               |
| 2008      | Presszó                                    | Lilla             | 1 epizód               |
| 2010      | Diplomatavadász                            | Dia               | 9 epizód               |

## Színház
- Bubus (Klárika) – A Művelődés Háza (Sárospatak), 2005[4]
- A Nő a tét (Yvonne/Julia) – Gergely Theáter, 2019